# Hispavox
 (mai 2022).
Si vous disposez d'ouvrages ou d'articles de référence ou si vous connaissez des sites web de qualité traitant du thème abordé ici, merci de compléter l'article en donnant les références utiles à sa vérifiabilité et en les liant à la section « Notes et références ».
Hispavox est un label discographique espagnol, basé à Madrid. De notoriété mondiale, il se développe pendant trente ans avant de devenir une division du label Parlophone, bien qu'il conserve une grande partie de ses enregistrements importants, ceux-ci continuant à être publiés sous les étiquettes d'un financier anglais qui a racheté EMI Group.

## Histoire

### Débuts
L'entreprise est fondée par José Manuel Vidal Zapater en 1953. Il exerce en tant que président de exécutif jusqu'à être remplacé par son frère Luis Vidal en 1977.
La compagnie commence à fonctionner en 1955 comme fabricant de disques, en principe pour autres maisons de disques du moment, comme les filiales espagnoles de Telefunken ou Belter.
C'est vers 1956 lorsqu'elle commence à éditer et fabriquer des disques des entreprises françaises Véga et Vogue, ainsi que le label de musique classique, Les Discophiles français et d'autres de moindre importance. Hispavox entame son propre label et implante le système microsillon, pionnier en Espagne, uniquement utilisé à cette époque par Hispavox.
Pendant sa période constitutive, Hispavox fabriquait uniquement avec des matières premières d'importation et sous licences d'importation résultant de conventions bilatérales avec d'autres pays. Hispavox importe également les matrices pour le pressage des disques. Des contrats d'édition et de distribution en exclusive avec CBS et WEA permet à Hispavox d'éditer indépendamment, jusqu'à sa fusion avec WEA et Hispavox a continué à fonctionner avec d'autres partenaires de moindre importance, complétant un volume d'affaires qui mène l'entreprise à atteindre une position importante parmi les labels espagnols. Par l'exclusivité de l'exploitation pour l'Espagne de ces deux compagnies, le label Hispavox réussi l'expansion de son catalogue à travers le monde : en Amérique latine, en Europe, au Japon, en Russie, etc. Il promeut au niveau national et international tout son catalogue, constitué autant de musique classique que de folklore, flamenco et chanson espagnole ; c'est-à-dire,  tout le spectre musical.
Quelques enregistrements sont significatifs. Par exemple, les œuvres d'Antonio de Cabezón, interprétées par Antonio Baciero, qui a passé plusieurs années de recherche dans les couvents de Burgos à la collecte des données qui lui permettraient d'enregistrer ces grandes œuvres ; les œuvres  de Tomás Luis de Victoria ; la « Grande anthologie du flamenco » ; Canta Jerez (1967) ; l'« Anthologie du folklore musical d'Espagne » ; des chants grégoriens enregistrés à Silos, qui d'année en année obtiendraient un énorme succès de par le monde. Le tout contribue à créer un patrimoine culturel pour l'Espagne[réf. nécessaire].
Hispavox recrute Sara Montiel en 1958. L'actrice-chanteuse jouit alors d'une énorme popularité dans le monde entier et son premier album avec Hispavox intitulé La violetera a été un succès international.  Dès lors Hispavox édite tous les enregistrements de l'interprète. Entre autres artistes pop publiés alors par Hispavox il faut noter : Monna Bell, Raphael, Karina et l'ensemble Los Pekenikes, etc.

### Zarzuelas de Sorozábal
Les zarzuelas de Pablo Sorozábal méritent une mention spéciale, en raison de la tradition enracinée du peuple espagnol, et par les grandes voix qui les ont interprétés, tels Alfredo Kraus, Pilar Lorengar, Renato Cesari, et Pedro Lavirgen. Alfredo Kraus enregistre, dès 1958, Katiuska, La tabernera del puerto et Black el payaso, et ainsi de suite, jusqu'à compléter la totalité du travail lyrique le plus important de son répertoire
L'importance d'Hispavox dans le monde, sa renommée en tant que label doit beaucoup aux succès des meilleurs chanteurs de pop du moment et à l'importance donnée aux enregistrements de caractère lyrique, symphonique, populaire et flamenco (Canta Jerez). Dans la situation antérieure, les enregistrements des zarzuelas de Sorozábal, des œuvres Victoria, d'Antonio de Cabezón, les chants grégoriens et les anthologies, autant du flamenco que de la  musique populaire espagnole, n'avaient pas un caractère commercial, mais ils sont entrepris de sorte qu'ils fassent historiquement partie du patrimoine culturel espagnol[réf. nécessaire].

### Arrivée d'EMI
Dès 1977 environ, José Luis Gil prend la direction d'Hispavox et donne une grande impulsion avec les producteurs et des compositeurs à succès comme Danilo Vaona et Rafael Trabucchelli. Mais après sa démission, il laisse la compagnie dans un moment délicat en raison de diverses causes : les contrats de licences avec CBS et WEA sont terminés et ces compagnies se sont directement installé en Espagne, l'augmentation de la piraterie, les rajeunissement nécessaire des artistes et le manque d'aide financière des actionnaires, étaient des signes qui prévoyaient un futur incertain pour le label. Tout cela réduit considérablement le volume d'affaire.
L'entreprise à ce moment est au bord de la cessation de paiements. L'équipe qui reste avec à sa tête Ángel Recuenco, le président-directeur général et conseiller délégué, évite la voie juridique et que ne tombe dans des mains inexpertes l'immense catalogue réalisé pendant les années faste de la vie commerciale et artistique. Cependant, dans ces circonstances, la vente d'Hispavox à une grande multinationale était inévitable. Il fallait conserver cet immense catalogue réalisé durant trente années d'efforts.
La perte des ventes engendré par l'extinction des droits d'édition des catalogues CBS et WEA, qui installent ses propres compagnies, ont réduit les ventes d'Hispavox de plus de 40 %, l'empêchant la seule exploitation de son catalogue. Hispavox a renouvelés les contrats de Juan Pardo, Mari Trini, Paloma San Basilio, Massiel, Nacha Guevara, Alaska et quelques autre chanteurs. D'autres comme José Luis Perales, Raphael, Bertín Osborne, Mercedes Ferrer, etc., ne souhaitent pas.
Hispavox disparaît comme société en 1984 pour EMI, puis au profit d'une compagnie financière anglaise qui a acheté récemment tout le catalogue musical d'EMI et qui continue à l'éditer.